# Skulte (Lettland)
Skulte (dt.: Adiamünde oder Adjamünde) ist Hauptort der gleichnamigen Gemeinde im Bezirk Limbaži nahe der Küste der Bucht von Riga in Lettland.

## Bedeutung
In der gesamten Gemeinde Skulte (Skultes pagasts) leben 2103 Einwohner auf 14.647,3 ha. Ein Teil der Fläche gehört zum Biosphärenreservat Nord-Vidzeme.
Von kulturhistorischer Bedeutung ist Skultes ev.-luth. Kirche aus der Mitte des 18. Jahrhunderts mit zeitgenössischem Altar und Kanzel mit acht Gemälden sowie Portal und Türbogen. Auf dem Friedhof befindet sich eine Familiengruft des Adelsgeschlechts Freytag von Loringhoven.

## Verkehr
Der Ort ist relativ gut an den öffentlichen Verkehr angeschlossen. Skulte ist Endpunkt der Bahnstrecke Zemitāni–Skulte. Von Skulte verkehren pro Tag zehn Züge in die Hauptstadt Riga. Die Fahrzeit beträgt etwa eine Stunde und zehn Minuten. Der Ort liegt an der Staatlichen Hauptstrasse A1, welche von Riga aus an die estnische Grenze führt (und weiter über Pärnu nach Tallinn). Bis nach Riga sind es rund 53 km und bis nach Tallinn 257 km.

## Söhne Skultes
- Frydag (Adelsgeschlecht)
- Oskar Grosberg (1862–1941), deutsch-baltischer Schriftsteller, Journalist und Politiker
- Alfred Woldemar August Alsleben (1861–1941), deutsch-baltischer Malermeister und Politiker in Riga
- Wessel Freytag von Loringhoven (1899–1944), Oberst i. G. im militärischen NS-Widerstand, wuchs hier auf